# Lucy Fallon
Lucy Fallon (Blackpool, 13 novembre 1995) è un'attrice britannica.

## Filmografia
- Coronation Street - serie TV, 530 episodi (2015-in corso)
- Tom Jones - Una storia d'amore (Tom Jones) - miniserie TV, 2 episodi (2023)

## Premi
- National Television Awards
  - 2018: "Best Serial Drama Performance"
- British Soap Awards
  - 2018: "Best Female Dramatic Performance", "Best Actress"
- Inside Soap Award
  - 2017: "Best Actress"